# 체코인
체코인(체코어: Češi)은 슬라브 민족 중 서슬라브족에 속하는 민족 및 그 혈통을 가리키는 말이다. 체크인(Czech)이라고도 하며, 대부분 체코를 비롯한 중부유럽에 살고 있다. 또 다른 뜻으로는 체코의 국민(국적 보유자)를 말한다.

## 거주지
주로 보헤미아·모라비아에 거주한다. 체코, 슬로바키아, 독일, 러시아, 우크라이나, 미국, 캐나다, 서유럽, 오스트레일리아, 뉴질랜드에 거주한다.
전 세계적으로 스스로를 체코인으로 규정하는 사람은 약 1000만 명에 이를 것으로 예측된다. 대부분 체코에 거주하나 미국, 캐나다, 독일 등에도 이주자가 다수 존재한다.

## 문화
체코인은 주로 전통 춤이나 음악을 즐기는데 슬로바키아인 문화와 여러 공통점을 가지고 있다.
종교를 믿지 않는 사람의 비율이 높고, 종교 신자 중에서는 상당수가 가톨릭교도이며, 개신교와 정교회 신자도 상당수 존재한다.

## 인물
종교개혁가인 얀 후스, 교육가인 요한 아모스 코메니우스, 작가인 카렐 차페크, 음악가인 베드르지흐 스메타나·A. 드보르자크 등이 널리 알려져 있다.

## 같이 보기
- 가장 위대한 체코인
- 보헤미아의 군주 목록